# 孫達 (神父)
孫達（1924年2月20日—2018年1月11日），河北曲周人，耶穌會神父，長年在臺灣新竹縣傳教，於竹東鎮創立竹東生命協談中心、世光教養院、長安養護中心。

## 生平
1924年2月20日，孫達生於河北省曲周縣第四疃鎮寺頭村，弟兄姊妹四人。父親曾為耶穌會服務，後在孫達六歲時去世，由母親扶養孩子長大。蘆溝橋事變後，母親為籌錢讓長子孫文元與孫達都能有學費進入小修院，把幼子交給長女孫秀琴照顧，去一間孤兒院工作。孫達自小修院畢業後，適逢日本投降，進入景縣若石總修院攻讀兩年後，又逢國共內戰，轉至北平就讀兩年，待至1948年末，随若石總修院迁徙到菲律賓，加入耶穌會，並於1957年3月18日在碧瑤市領受鐸職，聖名伯多祿。
1957年5月下旬，孫達來到新竹縣關西鎮傳教，由院長馮道南任命為關西鎮胡肚里堂區的代理本堂。數月後，調到新城做堂區主任神父。1960年春，馮道南在關西天主教堂後開辦磊質傳道學校，由孫達主持。
孫達於竹東天主堂擔任主任期間，創立竹東生命協談中心（新竹生命線前身）。為爭取生命線成立，他嘗試發行愛心摸彩券，每張以新台幣五十元讓民眾認購，獎品有機車、冰箱、床頭音響等。

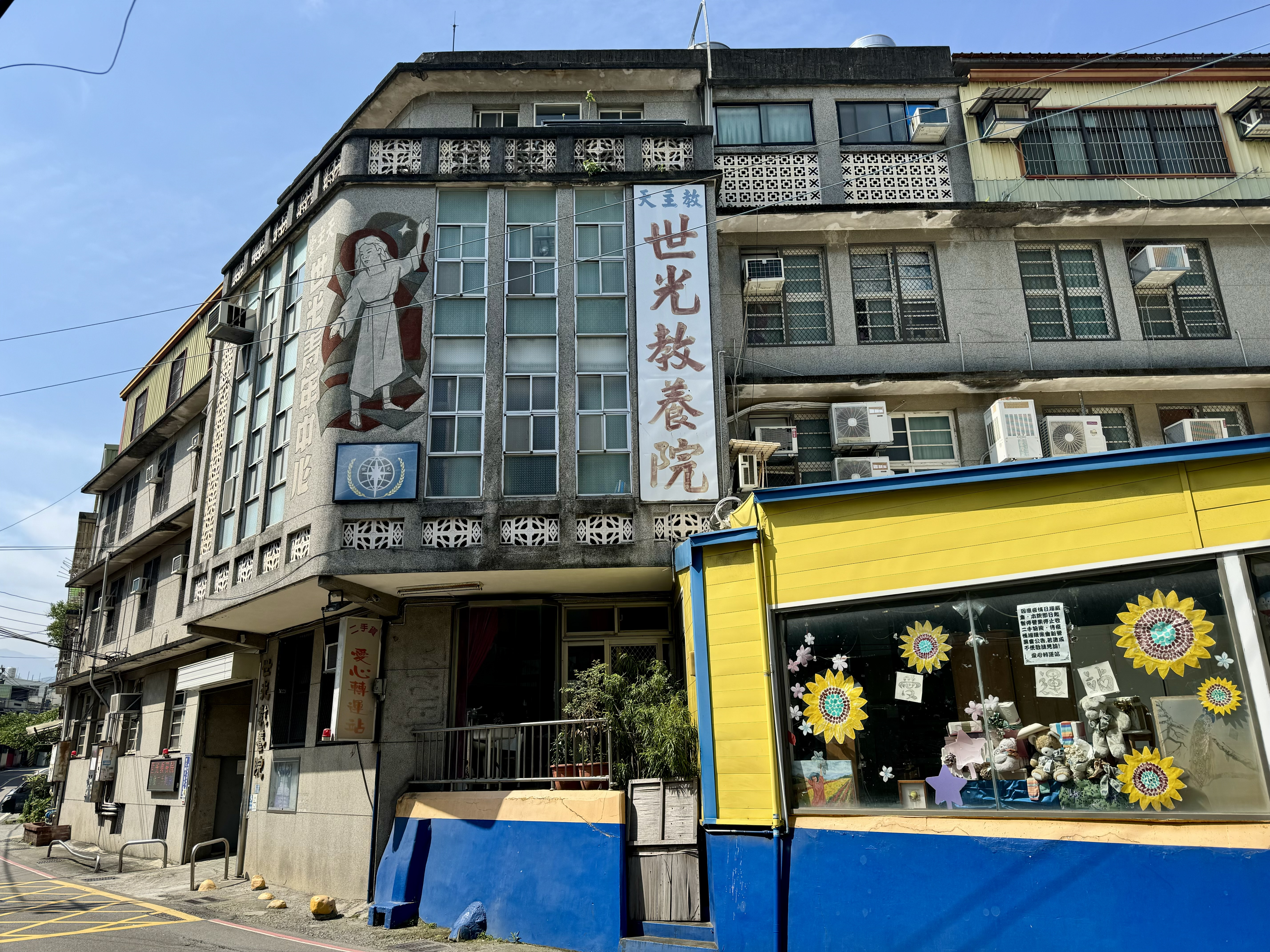
世光教養院

孫達見到竹東地區許多殘障的兒童乏人照顧，就決定興建一座專門收容殘障兒童的教養院，利用原提供竹東高中學生住宿但已閒置的世光中心，規劃為收容殘障兒童的世光教養院，成為當時竹東地區唯一的殘障兒童場所，因此在1997年11月獲全國好人好事。該院自1991年在竹東鎮大林路成立來，至1999年尾時已收容九十餘人。李家同一次到院所，感到孫達請他喝的咖啡不熱，才發現用的是舊保溫瓶，見孫神父生活節省而感動，促進他投入協助弱勢孩子學習。
1990年代，孫達又計畫在竹東鎮東林天主堂後側空地，興建一座廣達六百餘坪可容納一百五十床的長安養護中心。1996年7月27日，內政部補助一億元興建的竹東天主堂附設老人養護中心舉行奠基典禮，由新竹教區主教劉獻堂主持，立委鄭永金、國大代表田昭容、省議員邱鏡淳夫人、內政部社會司副司長蕭玉煌、省社會處副處長劉邦富、縣府主秘范義淵、縣議員彭俊宏、竹東鎮長羅善光和教友近百人應邀觀禮。2003年，孫達再接下竹北市老人安養中心。
2009年5月，新竹縣天主教友十五人至邯鄲市與當地天主教團交流，並至孫達兄長孫文元神父銅像前合影，但孫達因病而未能前去。
2013年5月30日，新竹縣生命線協會舉辦創會35周年晚會，創會的孫達獲頒終身成就獎。他也因促成生命線、世光教養院、長安養護中心、與竹北老人安養中心等貢獻，獲若望保祿二世頒賜十字勳章。
2017年12月，孫達身體不適住院，醫院檢查才知胰臟癌且已轉移到肝臟，次年1月11日晚間9點13分在耕莘醫院去世。同月20日，竹東無玷聖母堂舉辦的殯葬彌撒有上千人參加，連教堂外的走廊也坐滿人。

## 趣事
孫達擔任胡肚里堂區的代理本堂時，因「胡肚」發音被戲稱為「糊塗本堂神父」，後該里改為「明湖里」，所以他又改被叫「迷糊本堂神父」。